# 블러드워크 (2012년 영화)
《블러드워크》(영어: Bloodwork)는 2012년 개봉한 미국의 SF 공포 스릴러 영화이다.
이 작품은 Phase One이라는 가제로 2009년 11월과 12월에 캐나다에서 촬영되었다.

## 줄거리
두 대학생, 게으른 성격의 그레그와 모범생 롭은 봄방학을 맞아 유럽 여행을 계획하지만 돈이 부족해 이상한 아르바이트를 찾던 중 제약 회사 '러벡신'에서 새로운 알레르기 약 2주 임상시험에 참여하게 된다. 외딴 시설에 도착한 둘은 엄격한 규칙에 불안감을 느끼지만, 높은 급여 때문에 시험에 참여한다. 그레그와 롭은 윌콕스 박사와 다른 참가자들을 만나고, RXZ-19라는 약을 복용한다.
처음에는 격렬한 장 운동을 겪지만, 곧 놀라운 회복력을 경험한다. 그러나 음식에서 벌레가 발견되고 건물에 해충이 들끓는 등 기이한 일들이 발생한다. 이상한 점을 눈치챈 그레그는 윌콕스로부터 RXZ-19가 알레르기 약이 아닌, 정부 후원을 받는 재생 능력 강화 약물이며, 자신은 대조군이라는 사실을 알게 된다. 약물 투여를 받은 다른 참가자들은 억제력과 자제력을 잃고 있었다. 격분한 그레그는 다른 참가자들을 설득해 반란을 일으키려 하지만, 윌콕스는 급여를 높여 참가자들을 설득한다.
시험 결과가 긍정적으로 나오자 윌콕스의 상사는 시험 기간 연장을 요구한다. 롭에게 추가 투여를 하던 중 롭은 목숨을 위협하는 상처를 순식간에 회복하는 등 재생 능력이 극도로 강화되자 억제력을 잃고 윌콕스를 공격한다. RXZ-19에 대한 의존도가 높아질수록 참가자들이 좀비처럼 변하는 것을 본 윌콕스는 양심의 가책을 느끼고 실험을 중단하기로 결정한다. 윌콕스는 롭을 해독시키려고 하지만 폭풍우로 시설 전력이 끊기고, 약물에 중독된 환자들은 약을 더 달라고 요구하며 폭동을 일으킨다. 윌콕스는 환자들에게 공격을 당해 사망하고, 그레그는 윌콕스가 죽어가면서 남긴 증거와 함께 환자들이 RXZ-19에 대한 갈증을 해소하기 위해 식인 행위를 하고 있다는 사실을 알게 된다. 그레그는 시설 직원 에런과 함께 탈출하지만, 에런이 상관에게 연락하는 것을 듣고 에런을 협박해 롭을 구출하러 다시 시설로 돌아간다.
그레그는 소방 도끼를 들고 롭을 찾으려고 시설을 수색하다가 자신을 공격하는 스테이시를 죽인다. 한편 군대와 함께 시설에 도착한 에런의 상관은 에런을 살해하고, 정부의 개입을 은폐하기 위해 시설과 모든 참가자를 제거하려 한다. 그레그는 해독에 성공해 원래 자아를 되찾은 뒤 본인이 약물 복용 중 저지른 행동 때문에 정신적 충격을 받은 롭을 발견한다. 둘은 함께 힘을 합쳐 자신들을 발견한 나이절을 죽이고, 폭탄으로 시설이 파괴되기 전에 간신히 탈출한다.
다음 날 아침 그레그와 롭은 숲속에서 길을 잃고 헤매다가 도로에서 에런이 운전하는 차를 발견한다. 두 사람은 에런이 손을 떨면서 RXZ-19를 복용하는 모습을 보지 못한다. 그레그와 롭은 에런이 자신들을 마을 반대 방향으로 데려가고 있다는 사실을 깨닫고, 에런은 차 문을 잠근다. 이들의 악몽이 아직 끝나지 않았다.

## 출연진
- 트래비스 밴윙클 - 그레그 역
- 존 브레거 - 롭 제프리스 역
- 트리샤 헬퍼 - 윌콕스 박사 역
- 제임스 퍼셀 - 테일러 역
- 야나 매킨토시 - 퍼트리샤 역
- 릭 영 - 나이절 덴턴 역
- 머세이아 먼로 - 스테이시 역
- 조 핑구이 - 에런 역
- 배스 서랭가
- 앨버트 청
- 애나 퍼거슨
- 스티븐 보가트
- 에릭 로버츠

## 기타 제작진
- 섭외: 리사 필즈
- 미술: 야스나 스테퍼노빅
- 세트: 노마 진 샌더스
- 의상: 내털리 브론프먼